# Jack Adams Award
Jack Adams Award – nagroda indywidualna przyznawana na koniec każdego sezonu zasadniczego najlepszemu trenerowi w National Hockey League. Wyboru dokonuje Stowarzyszenie Nadawców NHL w drodze głosowania przeprowadzanego wśród aktywnych członków.
Nagroda została nazwana od Jacka Adamsa, legendarnego zawodnika, ale również wieloletniego trenera i managera Detroit Red Wings. Trofeum zaprezentowano w roku 1974 i od tego czasu przyznano je 48 razy, a uhonorowanych w ten sposób zostało 40 trenerów. Najczęściej nagradzany był Pat Burns, który zdobył tę nagrodę trzykrotnie, za każdym razem z innym zespołem.

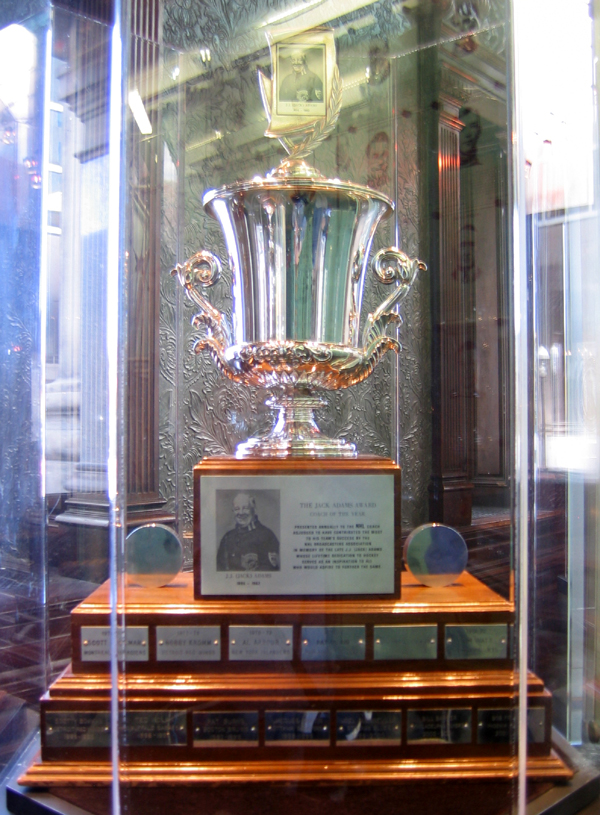
Trofeum Jack Adams Award

## Lista nagrodzonych
| Sezon     | Zwycięzca                              | Drużyna                                |
| --------- | -------------------------------------- | -------------------------------------- |
| 2023–2024 | Rick Tocchet                           | Vancouver Canucks                      |
| 2022–2023 | Jim Montgomery                         | Boston Bruins                          |
| 2021–2022 | Darryl Sutter                          | Calgary Flames                         |
| 2020–2021 | Rod Brind'Amour                        | Carolina Hurricanes                    |
| 2019–2020 | Bruce Cassidy                          | Boston Bruins                          |
| 2018–2019 | Barry Trotz                            | New York Islanders                     |
| 2017–2018 | Gerard Gallant                         | Vegas Golden Knights                   |
| 2016–2017 | John Tortorella                        | Columbus Blue Jackets                  |
| 2015–2016 | Barry Trotz                            | Washington Capitals                    |
| 2014–2015 | Bob Hartley                            | Calgary Flames                         |
| 2013–2014 | Patrick Roy                            | Colorado Avalanche                     |
| 2012−2013 | Paul MacLean                           | Ottawa Senators                        |
| 2011–2012 | Ken Hitchcock                          | St. Louis Blues                        |
| 2010–2011 | Dan Bylsma                             | Pittsburgh Penguins                    |
| 2009–2010 | Dave Tippett                           | Phoenix Coyotes                        |
| 2008–2009 | Claude Julien                          | Boston Bruins                          |
| 2007–2008 | Bruce Boudreaud                        | Washington Capitals                    |
| 2006–2007 | Alain Vigneault                        | Vancouver Canucks                      |
| 2005–2006 | Lindy Ruff                             | Buffalo Sabres                         |
| 2004–2005 | Nagrody nie przyznano z powodu lokautu | Nagrody nie przyznano z powodu lokautu |
| 2003–2004 | John Tortorella                        | Tampa Bay Lightning                    |
| 2002−2003 | Jacques Lemaire                        | Minnesota Wild                         |
| 2001–2002 | Bob Francis                            | Phoenix Coyotes                        |
| 2000–2001 | Bill Barber                            | Philadelphia Flyers                    |
| 1999–2000 | Joel Quenneville                       | St. Louis Blues                        |
| 1998−1999 | Jacques Martin                         | Ottawa Senators                        |
| 1997–1998 | Pat Burns                              | Boston Bruins                          |
| 1996–1997 | Ted Nolan                              | Buffalo Sabres                         |
| 1995–1996 | Scotty Bowman                          | Detroit Red Wings                      |
| 1994–1995 | Marc Crawford                          | Quebec Nordiques                       |
| 1993–1994 | Jacques Lemaire                        | New Jersey Devils                      |
| 1992–1993 | Pat Burns                              | Toronto Maple Leafs                    |
| 1991–1992 | Pat Quinn                              | Vancouver Canucks                      |
| 1990–1991 | Brian Sutter                           | St. Louis Blues                        |
| 1989–1990 | Bob Murdoch                            | Winnipeg Jets                          |
| 1988–1989 | Pat Burns                              | Montréal Canadiens                     |
| 1987–1988 | Jacques Demers                         | Detroit Red Wings                      |
| 1986–1987 | Jacques Demers                         | Detroit Red Wings                      |
| 1985–1986 | Glen Sather                            | Edmonton Oilers                        |
| 1984–1985 | Mike Keenan                            | Philadelphia Flyers                    |
| 1983–1984 | Bryan Murray                           | Washington Capitals                    |
| 1982–1983 | Orval Tessier                          | Chicago Blackhawks                     |
| 1981–1982 | Tom Watt                               | Winnipeg Jets                          |
| 1980–1981 | Red Berenson                           | St. Louis Blues                        |
| 1979–1980 | Pat Quinn                              | Philadelphia Flyers                    |
| 1978–1979 | Al Arbour                              | New York Islanders                     |
| 1977–1978 | Bobby Kromm                            | Detroit Red Wings                      |
| 1976–1977 | Scotty Bowman                          | Montréal Canadiens                     |
| 1975–1976 | Don Cherry                             | Boston Bruins                          |
| 1974–1975 | Bob Pulford                            | Los Angeles Kings                      |
| 1973–1974 | Fred Shero                             | Philadelphia Flyers                    |